# Sztuka mozarabska

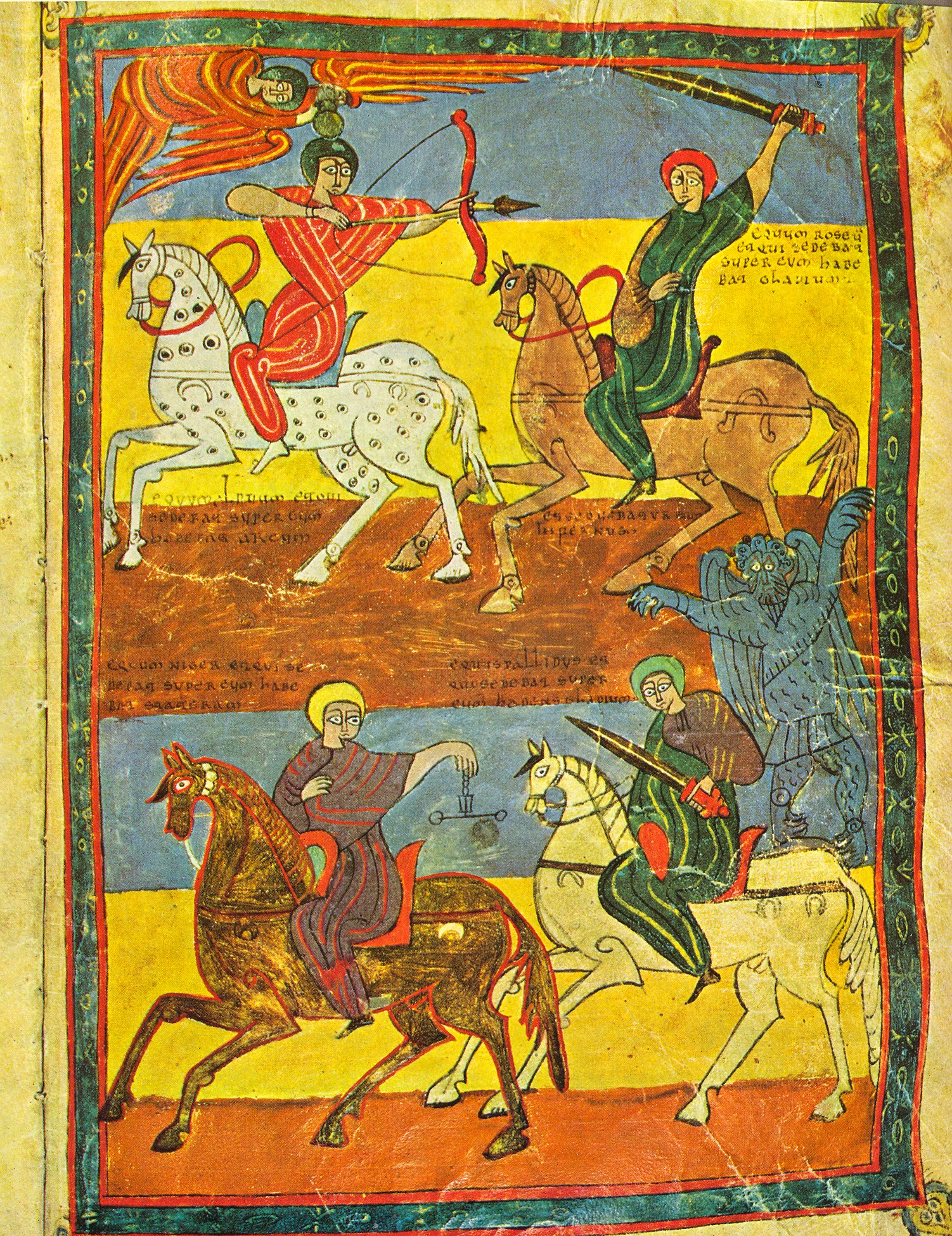
Sztuka mozarabska, X wiek

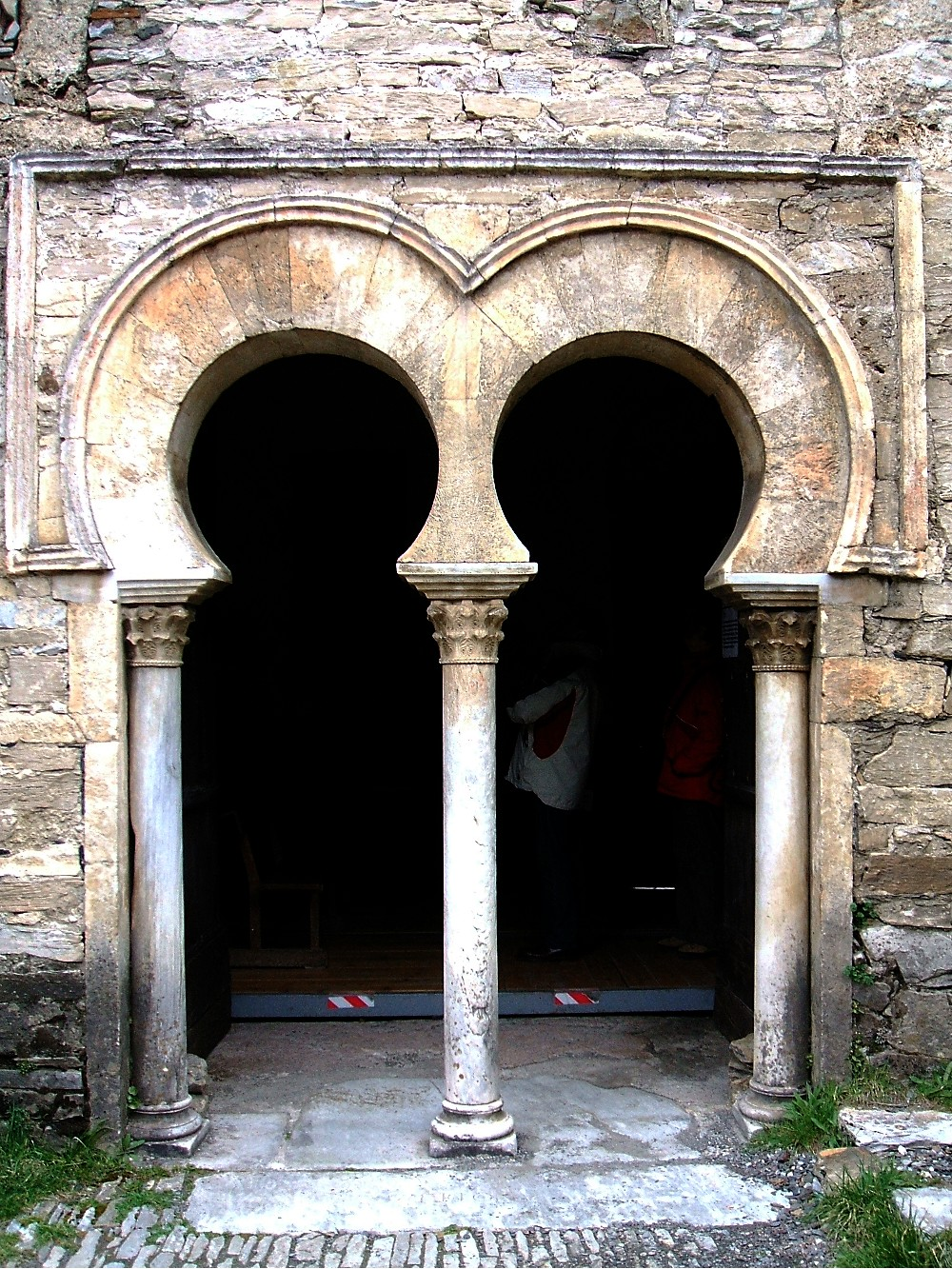
Peñalba de Santiago (León)

Mozarabska sztuka – architektura i sztuka Mozarabów, tj. chrześcijan, którzy mieszkali na Półwyspie Iberyjskim po jego podboju przez Arabów w 711 roku. Podbici chrześcijanie byli tolerowani, ale nazywano ich musta'rib (zarabizowani; od tego określenia wywodzi się słowo mozarabska), choć zachowali tradycyjną wiarę. Kontakt z kulturą i sztuką islamu okazał się znaczący i sztuka mozarabska stała się syntezą obu tradycji, chrześcijańskiej i muzułmańskiej. Tematyka tej sztuki wywodzi się z chrześcijaństwa, ale w stylu widoczne jest przyswojenie islamskich motywów i form dekoracyjnych. Nawet ci Mozarabowie, którzy emigrowali na terytoria odbite muzułmanom lub do innych krajów, tworzyli sztukę i architekturę w stylu mozarabskim. Częściowo z powodu migracji Mozarabów wpływy arabskie dotarły na północ Europy.
Styl mozarabski rozróżnialny jest tylko w sztuce religijnej. W sztukach użytkowych, szczególnie tkaninach i ceramice (ceramicznych płytkach i garncarstwie), jest tak zbliżony do współczesnych dzieł sztuki islamskiej, że tylko tematyka chrześcijańska pozwala na stwierdzenie że artyści nie byli Arabami. Do najbardziej charakterystycznych dzieł sz.m. należy seria rękopisów zw. Apokalipsą Beatusa.
Architektura mozarabska również wykazuje wpływ sztuki islamu, szczególnie w zastosowaniu podkowiastego łuku i żebrowanej kopuły. Restrykcje dotyczące budowania i odnawiania sanktuariów chrześcijańskich narzucały ograniczenia Mozarabom mieszkającym pod panowaniem muzułmańskim, ale zachowało się wiele kościołów z okresu od IX do XI wieku budowanych przez mnichów, którzy emigrowali na północ Hiszpanii, na terytoria znajdujące się poza zasięgiem islamu.